# Estación de Agua Prieta
Agua Prieta fue una estación de trenes que se encuentra en Agua Prieta, Sonora. El edificio de la estación consta de un muelle de carga y bodegas.

## Historia
El 16 de agosto de 1899, el gobierno federal mediante la Secretaría de Comunicaciones y Obras Públicas (SCOP) suscribió un contrato-concesión con la compañía del Ferrocarril de Nacozari, siendo el objetivo construir y explotar una línea férrea cuya primera sección partiría de un punto de la frontera de los Estados Unidos en el estado de Sonora, hasta la población de Nacozari en el mismo estado; y la segunda sección, de Nacozari hasta la costa del Golfo de Cortés. La construcción de la primera sección se concluyó en el año de 1913. En 1971, la SCOP decidió entregar esta vía férrea con todas sus instalaciones, incluyendo la estación de Agua Prieta, al ferrocarril del Pacífico.